# Офшорна вітрова енергетика
Офшорна вітрова енергетика – сектор відновлюваної енергетики, що використовує енергію морського вітру. Порівняно з наземним сектором вітроенергетики, морські вітроелектростанції характеризуються вищою ефективністю турбін, пов’язаною з більшою стабільністю та силою вітру, що дме в морських зонах, і відсутністю технологічних обмежень – морські турбіни можуть бути набагато більшими та ефективнішими .
Офшорні вітряні електростанції також викликають менше суперечок та громадського незадоволення , ніж наземні, оскільки вони менше впливають на людей і ландшафт.
Офшорна вітрова енергетика є одним із найбільш швидкозростаючих енергетичних ринків у світі. Лише за перше півріччя 2013 року в Європі було встановлено 277 офшорних ВЕС загальною потужністю майже 1000 МВт. До 2020 року планується побудувати до 40 ГВт нових потужностей. Вартість ринку оцінюється в 60 мільярдів євро до 2020 р. За оцінками експертів, завдяки розвитку сектору офшорних вітрових електростанцій може бути створено близько 150 000 нових робочих місць. До 2030 року ці показники можна подвоїти. Нинішній рівень зайнятості в морському вітровому секторі становить близько 41 000 робочих місць.